# Axel Klingenstierna
Claës Axel Klingenstierna, född den 7 juli 1875 i Kila socken, Södermanlands län, död den 21 december 1966 i Karlstad, var en svensk militär. Han var brorson till Gustaf Klingenstierna och far till Carl Klingenstierna.
Klingenstierna blev underlöjtnant vid Södermanlands regemente 1896, löjtnant vid generalstaben 1906, kapten vid Svea livgarde 1914, major vid generalstaben 1916, överstelöjtnant vid generalstaben 1919 och vid Vaxholms grenadjärregemente 1921, överste och chef för  Västmanlands regemente 1923, därjämte chef för 9. infanteribrigaden 1926, chef för Värmlands regemente 1928 samt generalmajor i generalitetets reserv 1935. 
Han studerade i Montpellier, Dresden och Moskva med flera platser 1897–1899, genomgick kurs vid krigshögskolan 1900–1902, var lärare vid artilleri- och ingenjörhögskolan 1907–1908, adjutant hos chefen för generalstaben 1910–1914, ledamot av kokvagnskommissionen 1915–1916 och 1918, sekreterare hos sakkunnig för utredning av lantförsvarets behov 1916, avdelningschef vid generalstabens organisationsavdelning 1917-1921, sekreterare vid infanterikommissionen 1920–1921, stabschef hos inspektören för infanteriet 1921 samt ledamot av luftförsvarsutredningen 1928-1931. 
Klingenstierna skrev diverse uppsatser i tidningar och militära tidskrifter och erhöll patent på ett antal uppfinningar. Han invaldes som ledamot av Kungliga Krigsvetenskapsakademiens andra klass 1921 och av dess första klass 1935. Klingenstierna blev riddare av Svärdsorden 1917, av Vasaorden 1918 och av Nordstjärneorden 1923 samt kommendör av andra klassen av Svärdsorden 1926 och kommendör av första klassen 1929.